# Montcuq-en-Quercy-Blanc
Montcuq-en-Quercy-Blanc – gmina we Francji, w regionie Oksytania, w departamencie Lot. W 2013 roku liczba ludności na terenie obecnej gminy wynosiła 1754 mieszkańców. 
Gmina została utworzona 1 stycznia 2016 roku z połączenia pięciu wcześniejszych gmin: Belmontet, Lebreil, Montcuq, Sainte-Croix oraz Valprionde. Siedzibą gminy została miejscowość Montcuq.